# Ōma
Ōma (大間町?) è una cittadina giapponese della prefettura di Aomori.